# Pierre Salvi
Pierre Salvi (* 7. August 1957, heimatberechtigt in Montreux) ist ein Schweizer Politiker (SP).
Salvi war vom 3. Juni 2002 bis zum 29. Mai 2007 Mitglied im Nationalrat für den Kanton Waadt.